# Kartfjäril
Kartfjäril, Araschnia levana, är en ganska ny fjärilsart för Sverige. Första upptäckten gjordes 1982 i Skåne. I Finland upptäckte den 15-årige lepidopterologen Jouko E Hokka Araschnia Levana den 30 maj 1973 i Lauritsala, sydöstra delen av landet. Den lever i gläntor i skogsmark och uppträder i två generationer; april–juni samt juli–augusti. De två generationerna är väldigt olika till sitt utseende och Linné trodde att det var två separata arter. Kartfjärilen har brännässla som värdväxt.
Den brunaktiga vårgenerationen kan ibland förväxlas med små exemplar av nässelfjäril.
Kartfjärilen saknar dock nässelfjärilens tydliga gula fläckar längs framkanten.
Den brunsvarta och vita andra generationen är typisk och svår att förväxla.
Numera är kartfjärilen utbredd i södra Skåne där den också finns i parkmiljö.

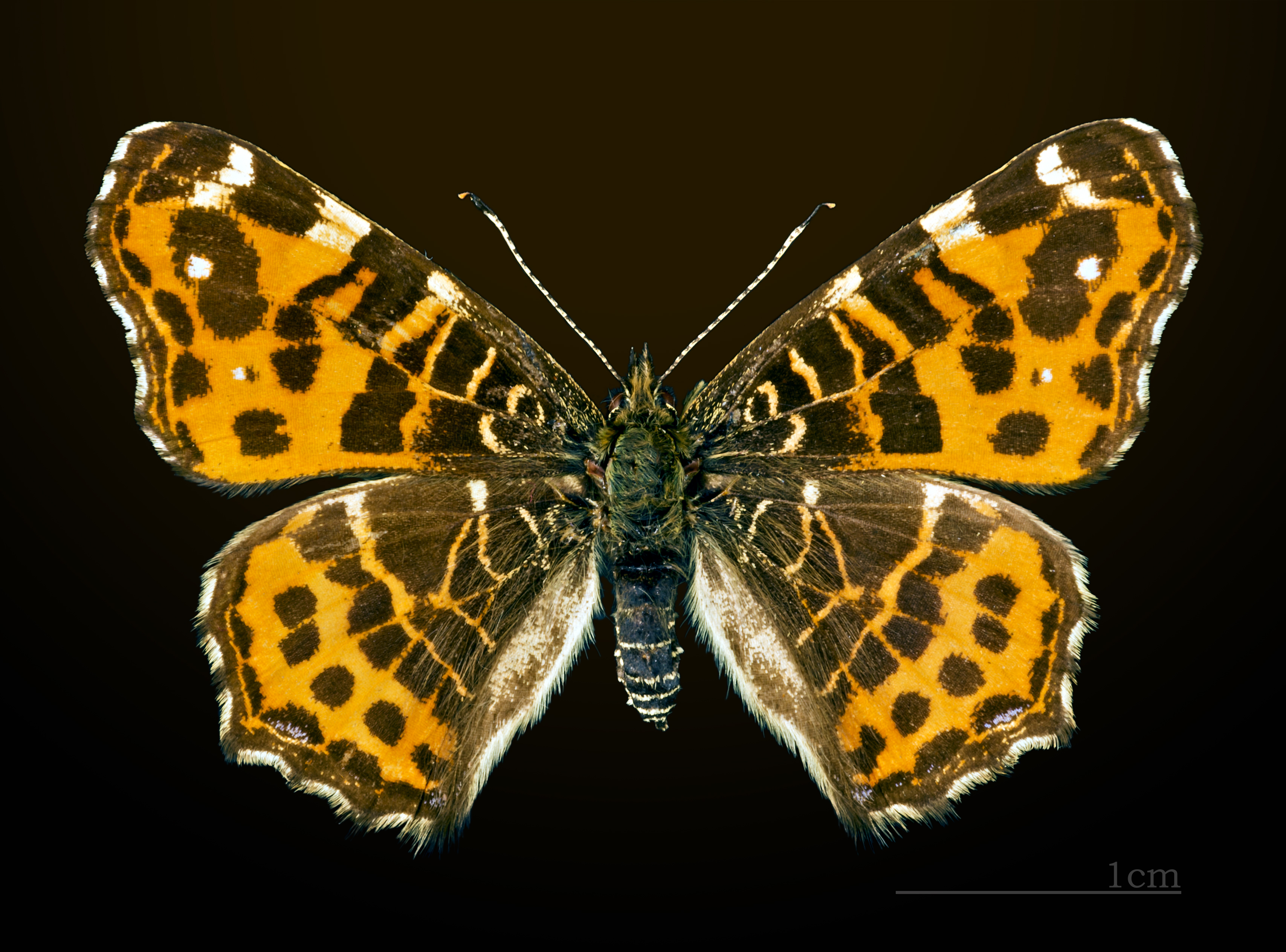
Araschnia levana f. levana
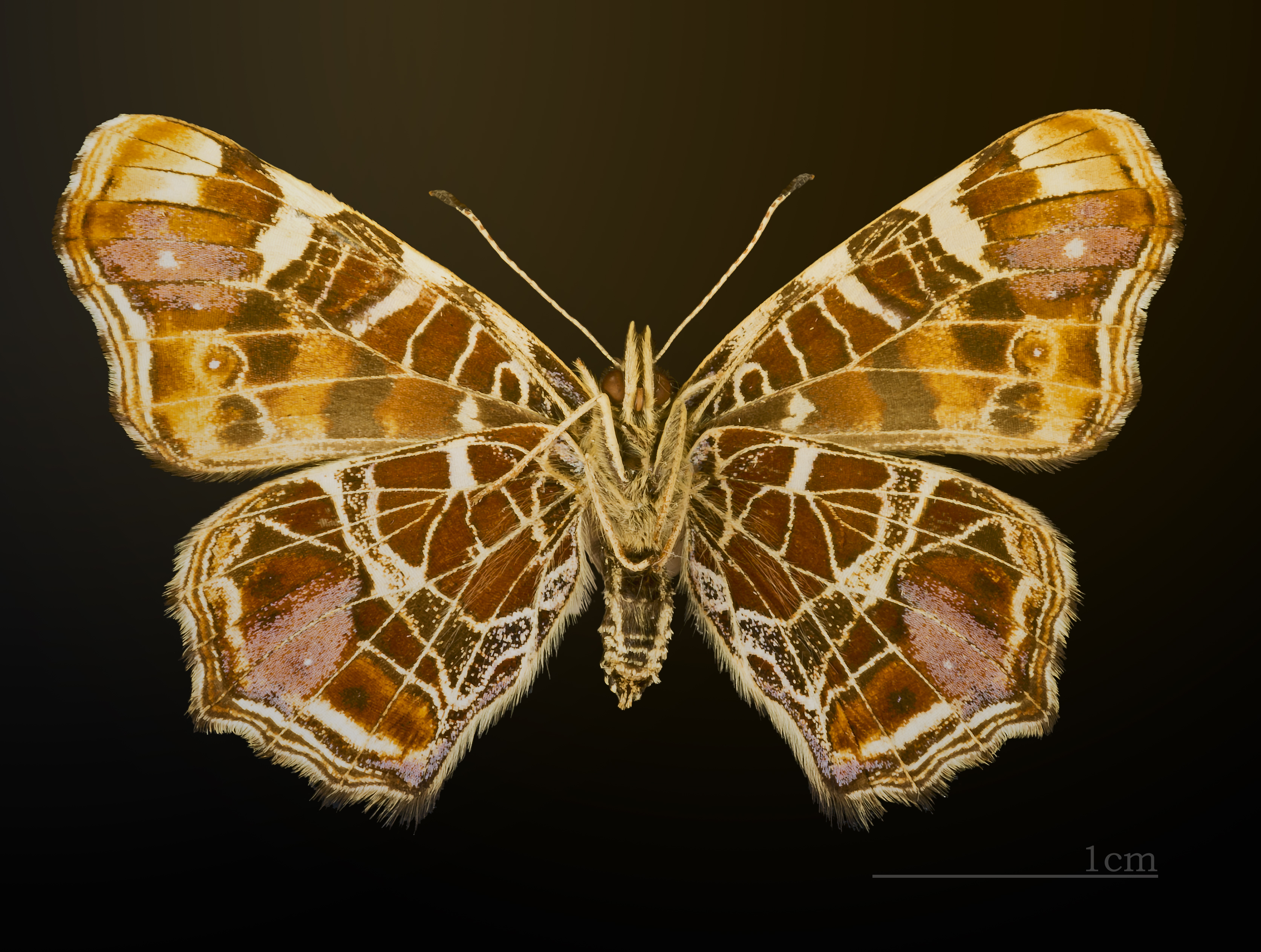
Araschnia levana f. levana △
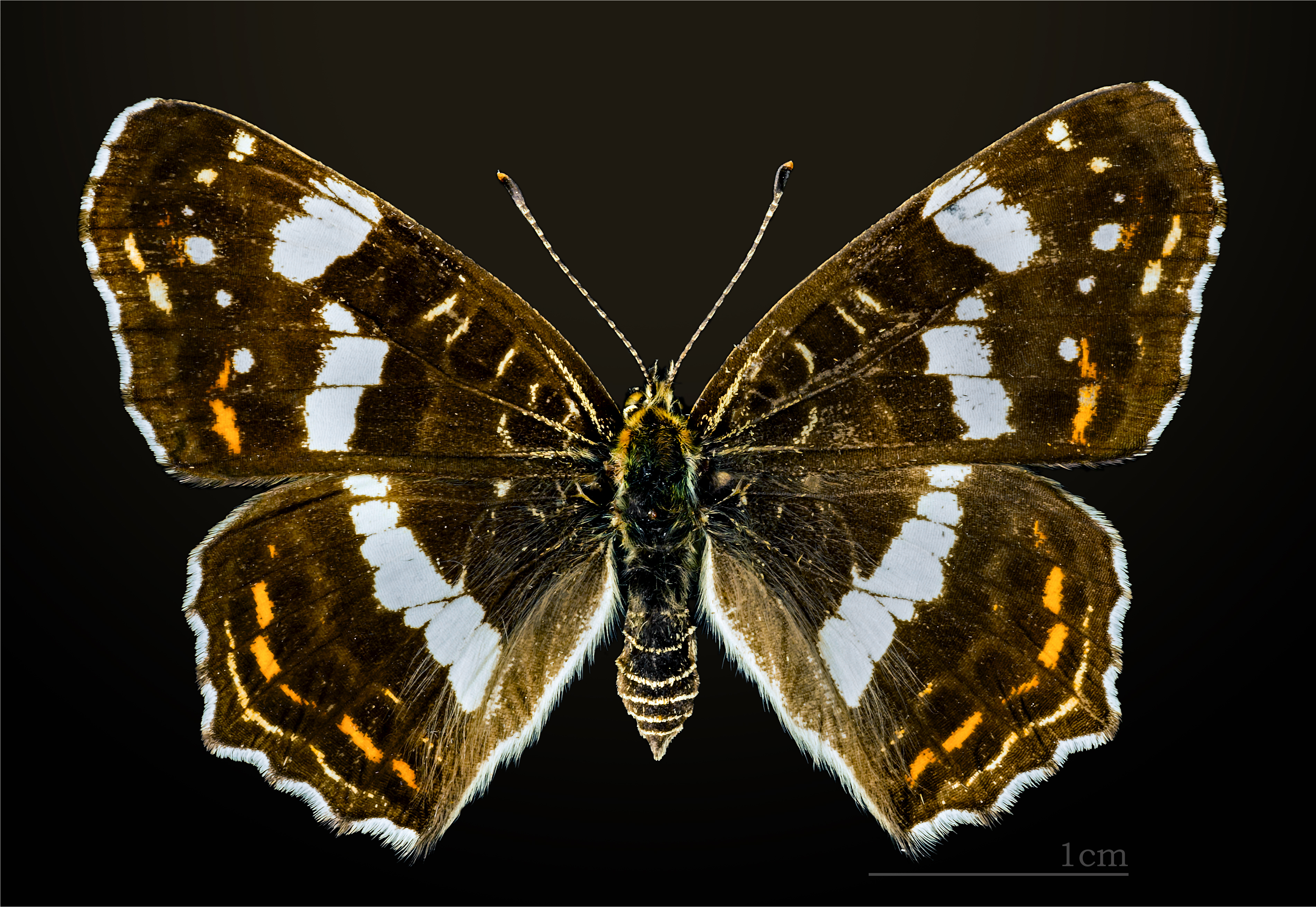
Araschnia levana f. prorsa
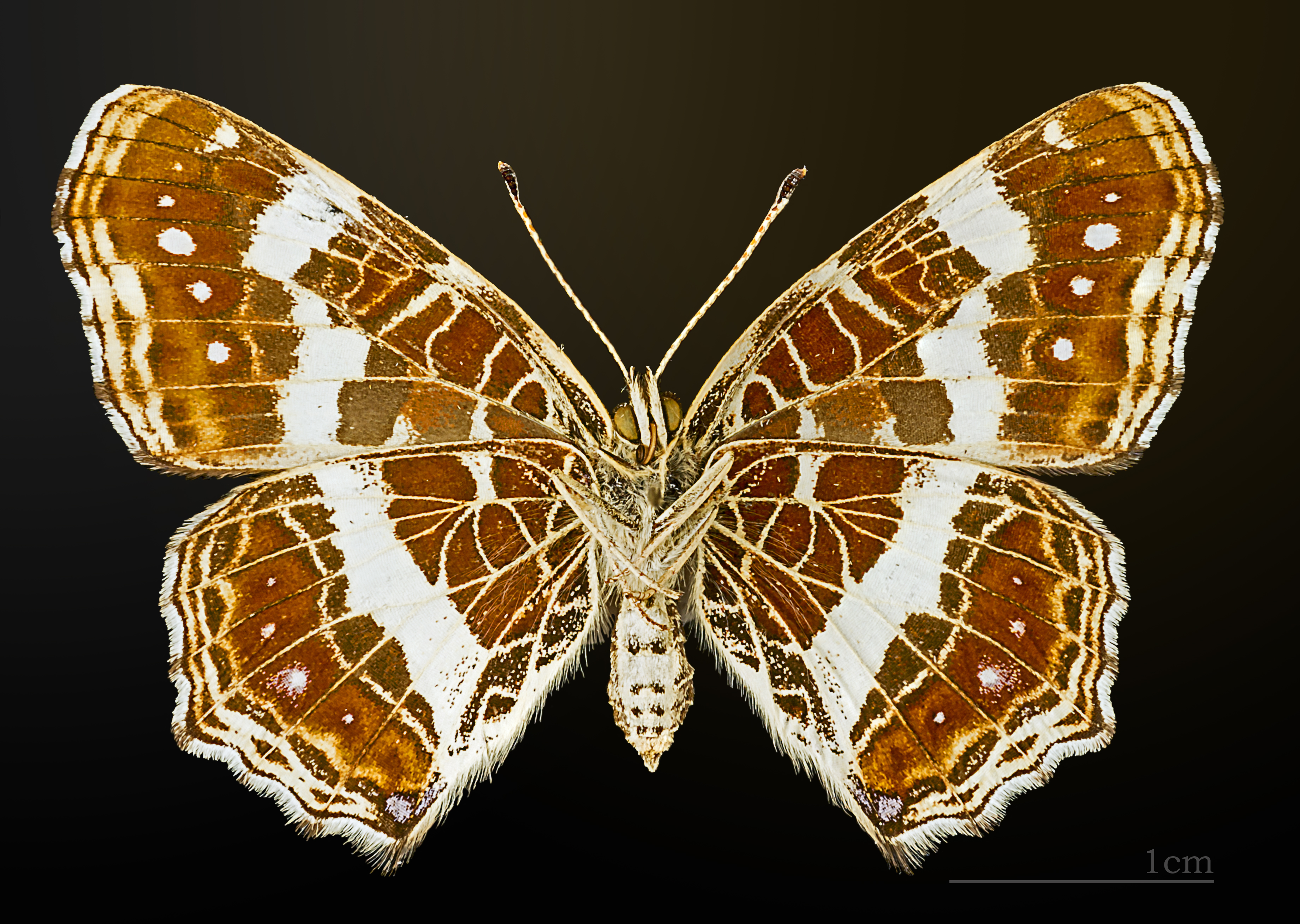
Araschnia levana f. prorsa  △
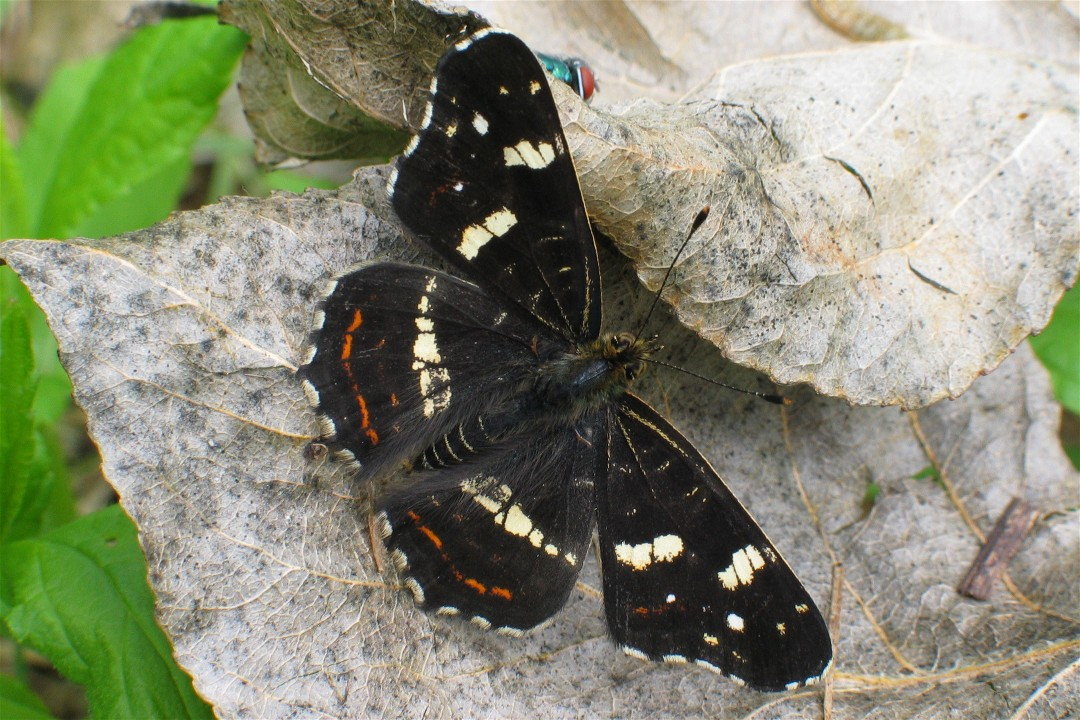
Sommargeneration av kartfjäril